# Eucharis ruficornis
Eucharis ruficornis är en stekelart som beskrevs av Gussakovskiy 1940. Eucharis ruficornis ingår i släktet Eucharis och familjen Eucharitidae. Inga underarter finns listade i Catalogue of Life.